# Georg Keuschnigg
Georg Keuschnigg (* 12. November 1954 in St. Johann in Tirol) ist ein österreichischer Politiker (ÖVP) und war Abgeordneter des österreichischen Nationalrats sowie Bundesrat.

## Leben
Im Jahr 1975 begann Georg Keuschnigg seine Arbeit in der Redaktion der Bauernzeitung des Tiroler Bauernbundes, wo er 1989 die Chefredaktion übernahm. Im selben Jahr übernahm er auch das Amt des Direktors des Tiroler Bauernbundes, welches er bis 2005 innehatte. Gleichzeitig war er als Geschäftsführer der Prologo Werbeagentur m.b.H. 1991–2005 tätig. Von 2006 bis 2007 war er als Landesgeschäftsführer der Tiroler Volkspartei beschäftigt. Seit Jänner 2008 ist er Verlagsleiter und seit 2011 Geschäftsführer der Österreichischen Bauernzeitung.
Von 2002 bis 2006 war er Abgeordneter zum Nationalrat für die Österreichische Volkspartei als Vertreter des Landeswahlkreises Tirol. Er erhielt 2002 bei der Nationalratswahl 2.916 Vorzugsstimmen und lag von der Anzahl her unter den besten 10 Wahlkandidaten. Nach der Landtagswahl 2008 wurde er in den Bundesrat entsandt, dessen Präsident er im zweiten Halbjahr 2012 war.
Nach seinem Ausscheiden aus dem Bundesrat wechselte er zum Institut für Föderalismus, wo er für Politik und Kommunikation zuständig ist.
Georg Keuschnigg ist verheiratet und hat drei Kinder.

## Auszeichnungen
- 2010: Großes Silbernes Ehrenzeichen für Verdienste um die Republik Österreich[1]